# Nojan
Nojan – tytuł szlachecki w Mongolii, używany od średniowiecza do początku XX w. 
Wyraz nojan Mongołowie zapożyczyli z chińskiego lao-je oznaczającego pan i początkowo odnoszono do dowódcy wojskowego, a później ogólnie do pana, księcia już jako tytuł szlachecki.
Początkowo, w czasach Czyngis-chana, był to tytuł dowódcy oddziału wojsk mongolskich. Odnosił się do dowódców każdej jednostki zarówno małych jak i dużych. Stąd dowódca dziesięciu żołnierzy, czyli dziesiętnik, nazywany był harbanu nojan, dowódca setki, czyli setnik – dżaunu nojan, dowódca tysiąca, czyli tysięcznik – minganu nojan, dowódca dziesięciu tysięcy, czyli wg mongolskiej terminologii tümenu – tümenü nojan. Naczelnego dowódcę wojsk mongolskich nazywano Jeke Nojan, czyli Wielki Wódz. Tak było w przypadku Tołuja, który przez pewien czas sprawował taką funkcję.